# Tentilhão-grande-de-koa
O tentilhão-grande-de-koa, Rhodacanthis palmeri é uma espécie extinta de ave da família Fringillidae.